# ذكوان بن عبد قيس
ذكوان بن عبد قيس (المتوفى سنة 3 هـ) صحابي من بني زريق من الخزرج، خرج إلى مكة هو وأسعد بن زرارة يتنافران إلى عتبة بن ربيعة، فلقيا النبي محمد، فسمعاه، فأسلما ورجعا إلى يثرب، فكانا أول من أسلم من الأنصار، ثم شهد ذكوان العقبتين، ولحق بالنبي محمد، فأقام معه بمكة، ولما هاجر إلى المدينة، هاجر ذكوان، وشهد مع النبي محمد غزوة بدر، ثم قُتل في غزوة أحد، قتله يومها أبو الحكم بن الأخنس بن شريق.